# Jehan Daruvala
Jehan Daruvala (Mumbai, 1º ottobre 1998) è un pilota automobilistico indiano, nel 2024 ha corso nel Campionato mondiale di Formula E.
È stato membro del Red Bull Junior Team dal 2020 al 2022.

## Carriera

### Esordi
Di origini Parsi, Daruvala fece il suo esordio nel karting nel 2011 e passò alle monoposto nel 2015, quando partecipò al campionato Formula Renault 2.0 North European Cup chiudendo in quinta posizione assoluta. L'anno seguente Daruvala continuò a competere in Formula Renault 2.0, conquistando il quarto posto nella North European Cup e il nono posto nella European Cup. Nel 2016 il pilota indiano partecipò anche al campionato Toyota Racing Series, nel quale ottenne tre vittorie e la seconda posizione finale.

### Formula 3 e Formula Regional
Per il 2017 Daruvala viene ingaggiato dalla Carlin per partecipare al campionato europeo di F3. Il pilota indiano coglie una vittoria al Norisring e chiude la stagione al sesto posto assoluto. Confermato dalla Carlin anche per il 2018, Daruvala non riesce a migliorarsi, conquistando ancora una vittoria ma chiudendo il campionato in decima posizione.
Nel 2019 Daruvala passa a competere nel neonato Campionato FIA di Formula 3, con la Prema. Il pilota indiano conclude la stagione al terzo posto in classifica, dietro ai compagni di squadra Robert Shwartzman e Marcus Armstrong, con due vittorie, una al Paul Ricard e altra a Barcellona.
Nel 2021 prende parte al Campionato asiatico di Formula 3 con i Mumbai Falcons. Ottiene tre vittorie e si classifica al terzo posto nella classifica finale.

### Formula 2

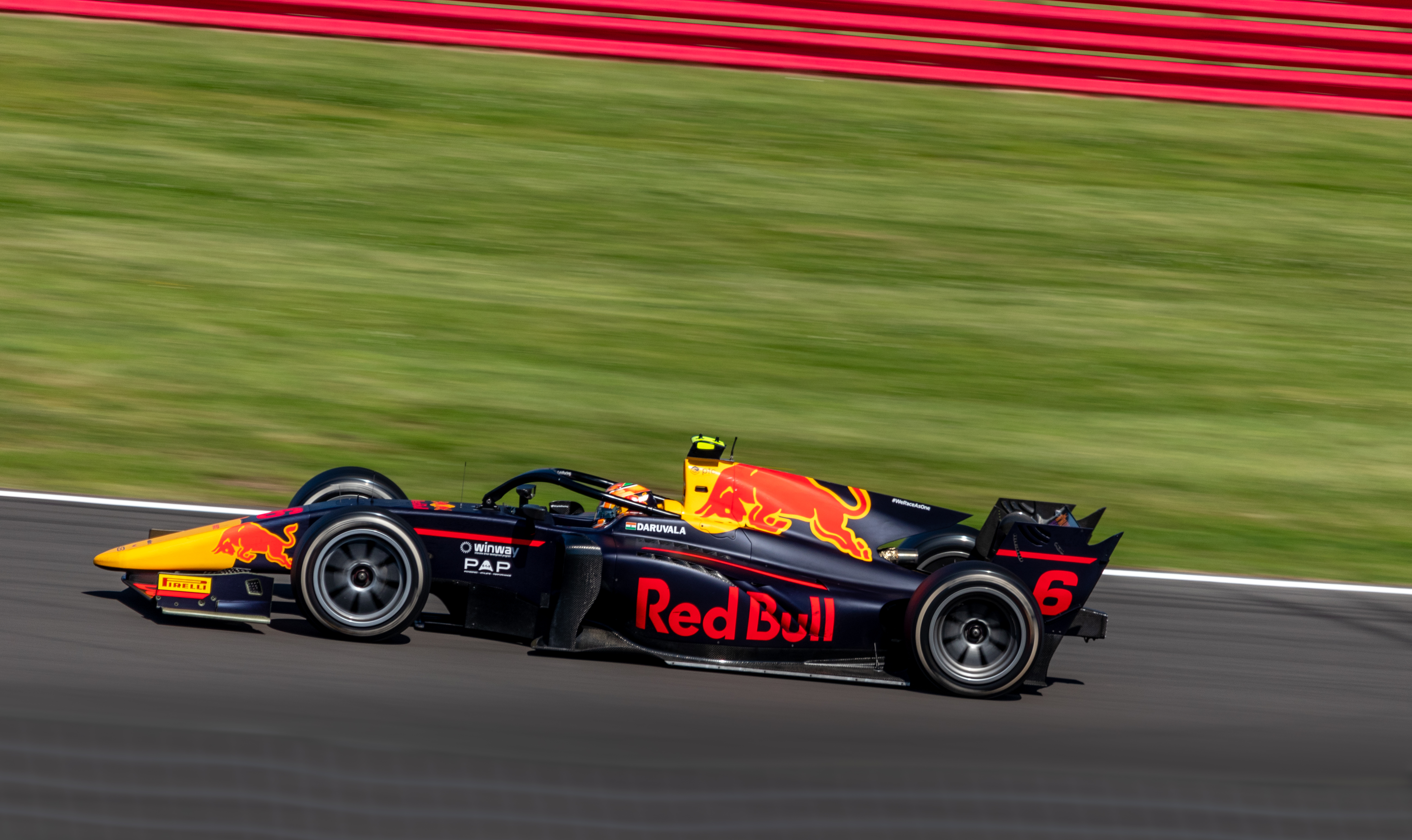
Daruvala con il team Carlin nel 2021

Nel febbraio 2020 viene annunciato l'ingresso di Daruvala nel programma per giovani piloti della Red Bul e il suo ingaggio nel team Carlin per il campionato di Formula 2. Il 7 dicembre 2020, con la sua vittoria nella sprint race del Gran Premio di Sakhir, Daruvala diventa il primo pilota indiano a trionfare in una gara di tale categoria. Chiude la stagione al dodicesimo posto nella classifica finale. 
Nel 2021 viene confermato dalla Carlin con il suo nuovo compagno Dan Ticktum. Nella prima gara stagionale in Bahrain arriva secondo dietro a Liam Lawson, torna a podio con un terzo posto nella seconda gara a Baku. Torna alla vittoria nella seconda Sprint Race di Monza arrivando davanti a Bent Viscaal e Robert Shwartzman. Il pilota indiano conquista la terza vittoria in categoria, vincendo gara-1 di Yas Marina davanti a Felipe Drugovich.
Nel dicembre del 2021, Daruvala partecipa ai test post stagionali della Formula 2 a Yas Marina con il team Prema, risultando il pilota più veloce il primo giorno di test. Il 14 gennaio viene annunciato insieme a Dennis Hauger come pilota della Prema per la stagione 2022. Nella prima parte della stagione conquista quattro secondi posti in tre Sprint Race e un terzo posto nella Feature Race di Jeddah dietro a Felipe Drugovich e Richard Verschoor. La sua prima e unica vittoria stagionale arriva nella Feature Race di Monza. Daruvala come l'anno precedente chiude settimo in classifica.
Daruvala rimane in Formula 2 anche nel 2023, passando insieme ad Hauger al team MP Motorsport. Dopo un primo round deludente ottiene un doppio terzo posto nelle due corse di Jeddah. Dopo altri risultati negativi torna a podio nella Sprint di Monaco chiudendo secondo dietro a Ayumu Iwasa. Il pilota indiano finisce anzi tempo la sua avventura in Formula 2, il team MP lo sostituisce con Franco Colapinto per l'ultimo round a Yas Marina. 

### Formula 1
Nel 2020 Daruvala entra nel Junior Team del team di Formula 1, Red Bull Ring. Nel 2022 con il team McLaren ha la sua prima possibilità di guidare una vettura di Formula 1, Daruvala partecipa a un test privato con la MCL35M sul Circuito di Silverstone. Prima del Gran Premio di Francia la McLaren organizza sul tracciato di Portimão cinque giorni di test dove partecipa Daruvala insieme a Colton Herta e Will Stevens. Nel resto del anno l'Indiano partecipa ad altri due test, il primo a Silverstone e il secondo al Paul Ricard. Nel 2023 esce dalla Academy della Red Bull Racing.

### Formula E

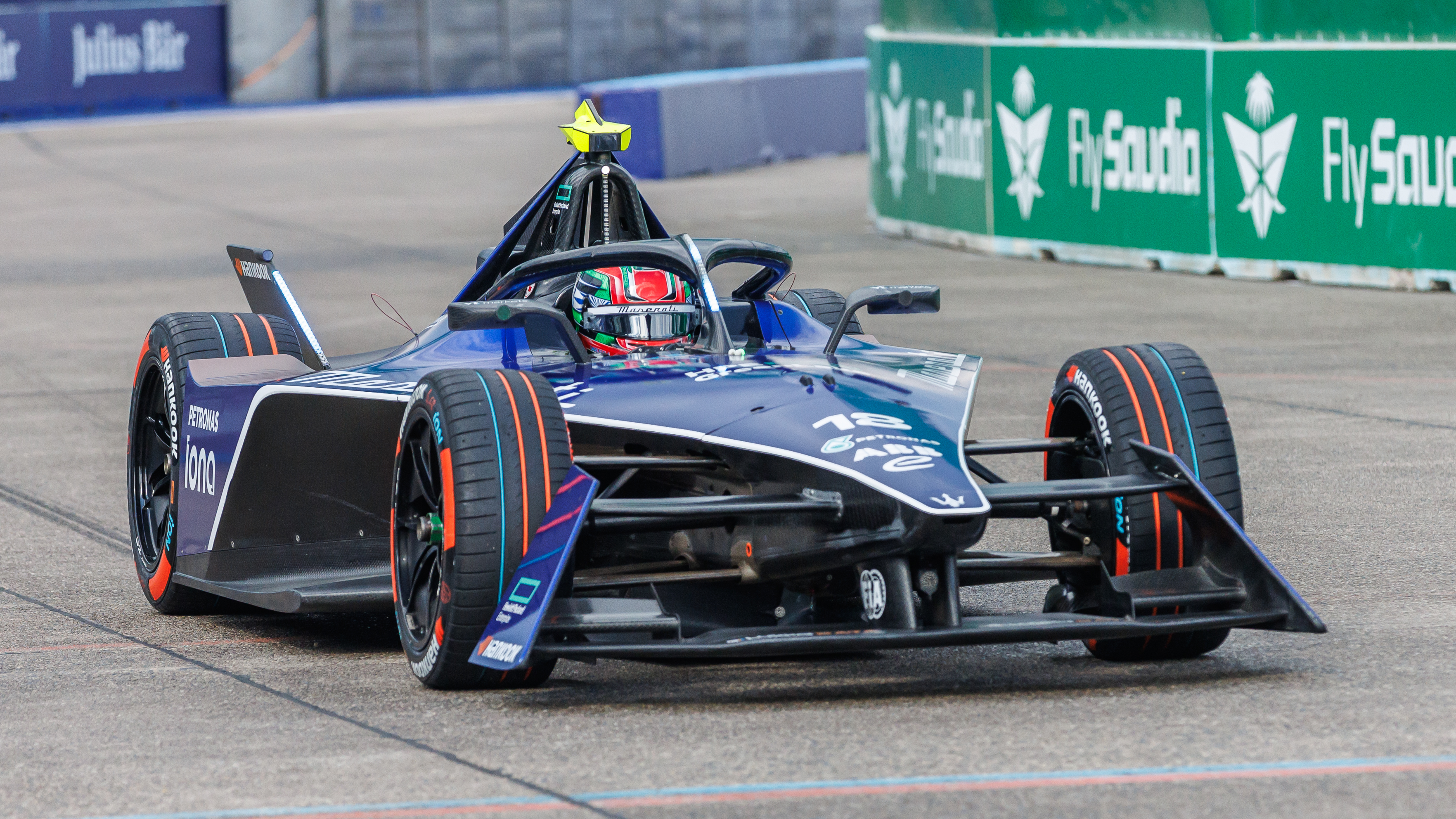
Jehan Daruvala durante l'E-Prix di Berlino con la Maserati

Nel 2023, Daruvala diventa pilota di riserva e collaudatore del team di Formula E, Mahindra Racing.L'anno seguente viene ingaggiato dal team Maserati MSG Racing per la stagione 2024 in coppia con Maximilian Günther. Nella sua prima stagione in Formula E riesce a chiudere in zona punti solo in due occasioni e ottiene il settimo posto a Berlino come miglior risultato. A fine stagione chiude ventunesimo in classifica. A fine stagione Daruvala e la Maserati annunciano la separazione.

## Risultati

### Riepilogo
| Stagione | Campionato                  | Team                   | Gare                        | Vittorie                    | Pole                        | Gpv                         | Podi                        | Punti                       | Pos.                        |
| -------- | --------------------------- | ---------------------- | --------------------------- | --------------------------- | --------------------------- | --------------------------- | --------------------------- | --------------------------- | --------------------------- |
| 2015     | Eurocup Formula Renault 2.0 | Fortec Motorsport      | 7                           | 0                           | 0                           | 0                           | 0                           | 0                           | NC†                         |
| 2015     | Formula Renault 2.0 Alps    | Fortec Motorsport      | 7                           | 0                           | 0                           | 0                           | 0                           | 0                           | NC†                         |
| 2015     | Formula Renault 2.0 NEC     | Fortec Motorsport      | 16                          | 0                           | 0                           | 1                           | 3                           | 194,5                       | 5º                          |
| 2016     | Eurocup Formula Renault 2.0 | Joseph Kaufmann Racing | 15                          | 0                           | 1                           | 0                           | 1                           | 62                          | 9º                          |
| 2016     | Formula Renault 2.0 NEC     | Joseph Kaufmann Racing | 15                          | 1                           | 1                           | 1                           | 5                           | 223                         | 4º                          |
| 2016     | Toyota Racing Series        | M2 Competition         | 15                          | 3                           | 1                           | 3                           | 6                           | 789                         | 2º                          |
| 2017     | F3 europea                  | Carlin Motorsport      | 30                          | 1                           | 1                           | 0                           | 3                           | 191                         | 6º                          |
| 2017     | Gran Premio di Macao        | Carlin Motorsport      | 1                           | 0                           | 0                           | 0                           | 0                           | N.A.                        | 10º                         |
| 2017     | Toyota Racing Series        | M2 Competition         | 15                          | 2                           | 5                           | 2                           | 9                           | 781                         | 5º                          |
| 2018     | F3 europea                  | Carlin Motorsport      | 30                          | 1                           | 1                           | 1                           | 5                           | 136,5                       | 10º                         |
| 2018     | Gran Premio di Macao        | Carlin Motorsport      | 1                           | 0                           | 0                           | 0                           | 0                           | N.A.                        | 12º                         |
| 2018     | GP3 Series                  | MP Motorsport          | 2                           | 0                           | 0                           | 0                           | 0                           | 0                           | 26º                         |
| 2019     | Formula 3                   | Prema Powerteam        | 16                          | 2                           | 1                           | 2                           | 7                           | 157                         | 3º                          |
| 2020     | Formula 2                   | Carlin Motorsport      | 24                          | 1                           | 0                           | 1                           | 2                           | 72                          | 12º                         |
| 2021     | Formula 3 Asia              | Mumbai Falcons         | 15                          | 3                           | 3                           | 4                           | 8                           | 192                         | 3º                          |
| 2021     | Formula 2                   | Carlin Motorsport      | 23                          | 2                           | 0                           | 1                           | 5                           | 113                         | 7º                          |
| 2022     | Formula 2                   | Prema Racing           | 28                          | 1                           | 0                           | 1                           | 8                           | 126                         | 7º                          |
| 2022-23  | Formula E                   | Mahindra Racing        | Terzo pilota / Collaudatore | Terzo pilota / Collaudatore | Terzo pilota / Collaudatore | Terzo pilota / Collaudatore | Terzo pilota / Collaudatore | Terzo pilota / Collaudatore | Terzo pilota / Collaudatore |
| 2023     | Formula 2                   | MP Motorsport          | 23                          | 0                           | 0                           | 0                           | 3                           | 59                          | 12º                         |
| 2024     | Formula E                   | Maserati MSG Racing    | 16                          | 0                           | 0                           | 0                           | 0                           | 9                           | 21º                         |

* Stagione in corso.

† Daruvala non segnò punti in quanto pilota ospite

### Risultati in Formula 3 Europea
(legenda) (Le gare in grassetto indicano la pole position) (Le gare in corsivo indicano Gpv)
| Stagione | Team   | Motore     | 1   | 2   | 3   | 4   | 5   | 6   | 7   | 8   | 9   | 10  | 11  | 12  | 13  | 14  | 15  | 16  | 17  | 18  | 19  | 20  | 21  | 22  | 23  | 24  | 25  | 26  | 27  | 28  | 29  | 30  | Punti | Pos. |
| -------- | ------ | ---------- | --- | --- | --- | --- | --- | --- | --- | --- | --- | --- | --- | --- | --- | --- | --- | --- | --- | --- | --- | --- | --- | --- | --- | --- | --- | --- | --- | --- | --- | --- | ----- | ---- |
| 2017     | Carlin | Volkswagen | SIL | SIL | SIL | MNZ | MNZ | MNZ | PAU | PAU | PAU | HUN | HUN | HUN | NOR | NOR | NOR | SPA | SPA | SPA | ZAN | ZAN | ZAN | NÜR | NÜR | NÜR | RBR | RBR | RBR | HOC | HOC | HOC | 191   | 6º   |
| 2017     | Carlin | Volkswagen | 10  | 8   | 6   | 2   | 8   | 9   | 10  | 9   | 11  | 3   | 8   | 9   | 6   | 4   | 1   | 4   | 5   | 5   | 9   | 16  | 14  | 6   | 10  | 5   | 13  | 5   | 6   | 5   | 8   | 20  | 191   | 6º   |
| 2018     | Carlin | Volkswagen | PAU | PAU | PAU | HUN | HUN | HUN | NOR | NOR | NOR | ZAN | ZAN | ZAN | SPA | SPA | SPA | SIL | SIL | SIL | MIS | MIS | MIS | NÜR | NÜR | NÜR | RBR | RBR | RBR | HOC | HOC | HOC | 136,5 | 10º  |
| 2018     | Carlin | Volkswagen | Rit | 6   | 3‡  | 13  | 6   | 11  | 3   | 6   | 5   | 12  | Rit | 3   | 1   | 3   | 11  | 9   | 15  | 12  | 9   | Rit | 9   | Rit | 13  | 14  | 10  | 18† | 7   | Rit | 4   | Rit | 136,5 | 10º  |

† Non ha completato la gara, ma è stato classificato in quanto ha coperto più del 90% della distanza prevista.
‡ È stato assegnato metà punteggio in quanto è stata completata meno del 75% della distanza di gara.

### Risultati in FIA Formula 3
(legenda) (Le gare in grassetto indicano la pole position) (Le gare in corsivo indicano Gpv)
| Stagione | Team         | 1   | 2   | 3   | 4   | 5   | 6   | 7   | 8   | 9   | 10  | 11  | 12  | 13  | 14  | 15  | 16  | Punti | Pos. |
| -------- | ------------ | --- | --- | --- | --- | --- | --- | --- | --- | --- | --- | --- | --- | --- | --- | --- | --- | ----- | ---- |
| 2019     | Prema Racing | CAT | CAT | LEC | LEC | RBR | RBR | SIL | SIL | HUN | HUN | SPA | SPA | MNZ | MNZ | SOC | SOC | 157   | 3º   |
| 2019     | Prema Racing | 7   | 1   | 1   | 3   | 4   | 2   | 2   | 28  | 11  | 7   | 3   | 5   | 2   | 13  | 5   | 14  | 157   | 3º   |

### Risultati in F3 Asia
(legenda) (Le gare in grassetto indicano la pole position) (Le gare in corsivo indicano Gpv)
| Stagione | Squadra        | 1   | 2   | 3   | 4   | 5   | 6   | 7   | 8   | 9   | 10  | 11  | 12  | 13  | 14  | 15  | Punti | Pos. |
| -------- | -------------- | --- | --- | --- | --- | --- | --- | --- | --- | --- | --- | --- | --- | --- | --- | --- | ----- | ---- |
| 2021     | Mumbai Falcons | DUB | DUB | DUB | ABU | ABU | ABU | ABU | ABU | ABU | DUB | DUB | DUB | ABU | ABU | ABU | 192   | 3º   |
| 2021     | Mumbai Falcons | 3   | 7   | 7   | 1   | 1   | 2   | 2   | 6   | 1   | 5   | 12  | Rit | 7   | 3   | 3   | 192   | 3º   |

### Risultati in FIA Formula 2
(legenda) (Le gare in grassetto indicano la pole position) (Le gare in corsivo indicano Gpv)
| Stagione | Team              | 1   | 2   | 3   | 4   | 5   | 6   | 7    | 8    | 9    | 10   | 11  | 12  | 13  | 14  | 15  | 16  | 17  | 18  | 19  | 20  | 21   | 22   | 23   | 24   | 25  | 26  | 27  | 28  | Punti | Pos. |
| -------- | ----------------- | --- | --- | --- | --- | --- | --- | ---- | ---- | ---- | ---- | --- | --- | --- | --- | --- | --- | --- | --- | --- | --- | ---- | ---- | ---- | ---- | --- | --- | --- | --- | ----- | ---- |
| 2020     | Carlin Motorsport | RBR | RBR | RBR | RBR | HUN | HUN | SIL1 | SIL1 | SIL2 | SIL2 | CAT | CAT | SPA | SPA | MNZ | MNZ | MUG | MUG | SOC | SOC | SAK1 | SAK1 | SAK2 | SAK2 |     |     |     |     | 72    | 12º  |
| 2020     | Carlin Motorsport | 12  | 16  | 12  | 9   | 6   | 7   | 12   | 4    | 12   | 9    | 17  | 17  | 19  | 16  | 10  | 6   | 10  | 7   | 5   | 11  | 3    | Rit  | 8    | 1    |     |     |     |     | 72    | 12º  |
| 2021     | Carlin Motorsport | BHR | BHR | BHR | MON | MON | MON | BAK  | BAK  | BAK  | SIL  | SIL | SIL | MNZ | MNZ | MNZ | SOC | SOC | SOC | JED | JED | JED  | YMC  | YMC  | YMC  |     |     |     |     | 113   | 7º   |
| 2021     | Carlin Motorsport | 2   | 4   | 6   | 11  | 8   | Rit | 4    | 3    | 7    | 12   | 19  | 10  | 9   | 1   | 5   | 12  | C   | 3   | 10  | 14  | 11   | 1    | 7    | 11   |     |     |     |     | 113   | 7º   |
| 2022     | Prema Racing      | BHR | BHR | JED | JED | IMO | IMO | CAT  | CAT  | MON  | MON  | BAK | BAK | SIL | SIL | RBR | RBR | PAU | PAU | HUN | HUN | SPA  | SPA  | ZAN  | ZAN  | MNZ | MNZ | YMC | YMC | 126   | 7º   |
| 2022     | Prema Racing      | 2   | 12  | 7   | 3   | 2   | 9   | 4    | Rit  | 2    | 8    | 2   | 4   | 8   | 7   | 11  | 12  | 2   | 7   | 18  | 11  | NP   | 20   | 16   | 10   | 3   | 1   | Rit | 13  | 126   | 7º   |
| 2023     | MP Motorsport     | BHR | BHR | JED | JED | ALB | ALB | BAK  | BAK  | MON  | MON  | CAT | CAT | RBR | RBR | SIL | SIL | HUN | HUN | SPA | SPA | ZAN  | ZAN  | MNZ  | MNZ  | YMC | YMC |     |     | 59    | 12º  |
| 2023     | MP Motorsport     | 6   | 17  | 3   | 3   | 17  | 6   | Rit  | 14   | 2    | 13   | 19  | 14  | Rit | 10  | 11  | 6   | 5   | 11  | Rit | Rit | C    | 17   | 17   | 7    |     |     |     |     | 59    | 12º  |

### Risultati in Formula E
| Stagione | Squadra                 | Vettura           | 1                   | 2            | 3           | 4                                               | 5      | 6      | 7     | 8      | 9      | 10    | 11     | 12     | 13     | 14     | 15     | 16      | Punti | Pos |
| --- | ----------------------- | ----------------- | ------------------- | ------------ | ----------- | ----------------------------------------------- | ------ | ------ | ----- | ------ | ------ | ----- | ------ | ------ | ------ | ------ | ------ | ------- | ----- | --- |
| 2023-24 | Maserati MSG Racing     | Tipo Folgore Gen3 | MEX 16              | DIR 20       | DIR Rit     | SAP 15                                          | TOY 17 | MIS 18 | MIS 9 | MON 18 | BER 17 | BER 7 | SHA 20 | SHA 17 | POR 13 | POR 10 | LON 18 | LON Rit | 9     | 21º |
| \| Legenda \| 1º posto \| 2º posto \| 3º posto \| A punti \| Senza punti \| Grassetto=Pole position Corsivo=Giro più veloce \| \| Legenda \| Solo prove/Terzo pilota \| Non qualificato \| Ritirato/Non class. \| Squalificato \| Non partito \| Grassetto=Pole position Corsivo=Giro più veloce \| |                         |                   |                     |              |             |                                                 |        |        |       |        |        |       |        |        |        |        |        |         |       |     |
| Legenda | 1º posto                | 2º posto          | 3º posto            | A punti      | Senza punti | Grassetto=Pole position Corsivo=Giro più veloce |        |        |       |        |        |       |        |        |        |        |        |         |       |     |
| Legenda | Solo prove/Terzo pilota | Non qualificato   | Ritirato/Non class. | Squalificato | Non partito | Grassetto=Pole position Corsivo=Giro più veloce |        |        |       |        |        |       |        |        |        |        |        |         |       |     |